# سارة جين بوتس
سارة جين بوتس (بالإنجليزية: Sarah-Jane Potts)‏ هي ممثلة بريطانية، ولدت في 30 أغسطس 1976 في المملكة المتحدة.

## وصلات خارجية
- سارة جين بوتس على موقع IMDb (الإنجليزية)
- سارة جين بوتس على موقع ألو سيني (الفرنسية)
- سارة جين بوتس على موقع أول موفي (الإنجليزية)
- سارة جين بوتس على موقع قاعدة بيانات الأفلام السويدية (السويدية)
- سارة جين بوتس على موقع قاعدة بيانات الفيلم (الإنجليزية)
- سارة جين بوتس على موقع كينوبويسك (الروسية)